# 小松慧
小松 慧（こまつ けいと、2000年5月22日 - ）は、埼玉県出身の元サッカー選手。選手時代のポジションはFW。

## クラブ歴
FC東京U-15深川から青森山田高校に進学した。第97回全国高等学校サッカー選手権大会ではスーパーサブとして活躍し、炎のストライカーの異名を取った。その後常葉大学に進んだ。
Jリーグ所属クラブからはオファーを貰えなかったのもあり、2023年1月6日にシンガポールプレミアリーグ所属のアルビレックス新潟シンガポールへの加入が発表された。3月9日のリーグ戦で選手初出場を記録した。7月22日の試合ではハットトリックを記録したのもあり、同月のリーグ最優秀選手賞に輝いた。しかし、同年を以て選手を引退した。